# Siné
Pour les articles homonymes, voir Sinet et Sine.
Pour l’article ayant un titre homophone, voir Ciné.
Maurice Sinet, dit Siné, né le 30 décembre 1928, dans le 20e arrondissement de Paris et mort le 5 mai 2016 à l'hôpital Bichat-Claude-Bernard dans le 18e arrondissement de Paris, est un dessinateur et caricaturiste français.
Il est Régent du Collège de 'Pataphysique en charge de la chaire de « Travaux pratiques de Sciences Morales & Politique & d'Atrocités Comparées ».

## Biographie

### Enfance et jeunesse
Fils de Fabienne Ducrocq, Maurice Sinet passe son enfance à Paris, entre Barbès et Pigalle. Le sort de son père naturel, Laurent Versy, ferronnier d'art condamné plusieurs années aux travaux forcés, contribue à sa distance critique envers l'État, la justice et la police. Siné porte le nom du mari de sa mère, Albert Sinet, dont elle a divorcé pour se remarier avec Laurent Versy.
À quatorze ans, il entre à l’École Estienne et y étudie le dessin et la maquette. La nuit, il gagne sa vie en chantant dans les cabarets. Un jour, il tombe sur les dessins d'un Roumain devenu le plus célèbre des illustrateurs américains : Saul Steinberg. Ce sera l'une de ses principales sources d'inspiration artistique : « Dès que j’ai vu les dessins de Steinberg, j’ai eu le coup de foudre et j’ai décidé d’essayer ce métier. »
Entre 1946 et 1948, il est chanteur dans le groupe de cabaret Les Garçons de la rue.

### Premiers dessins

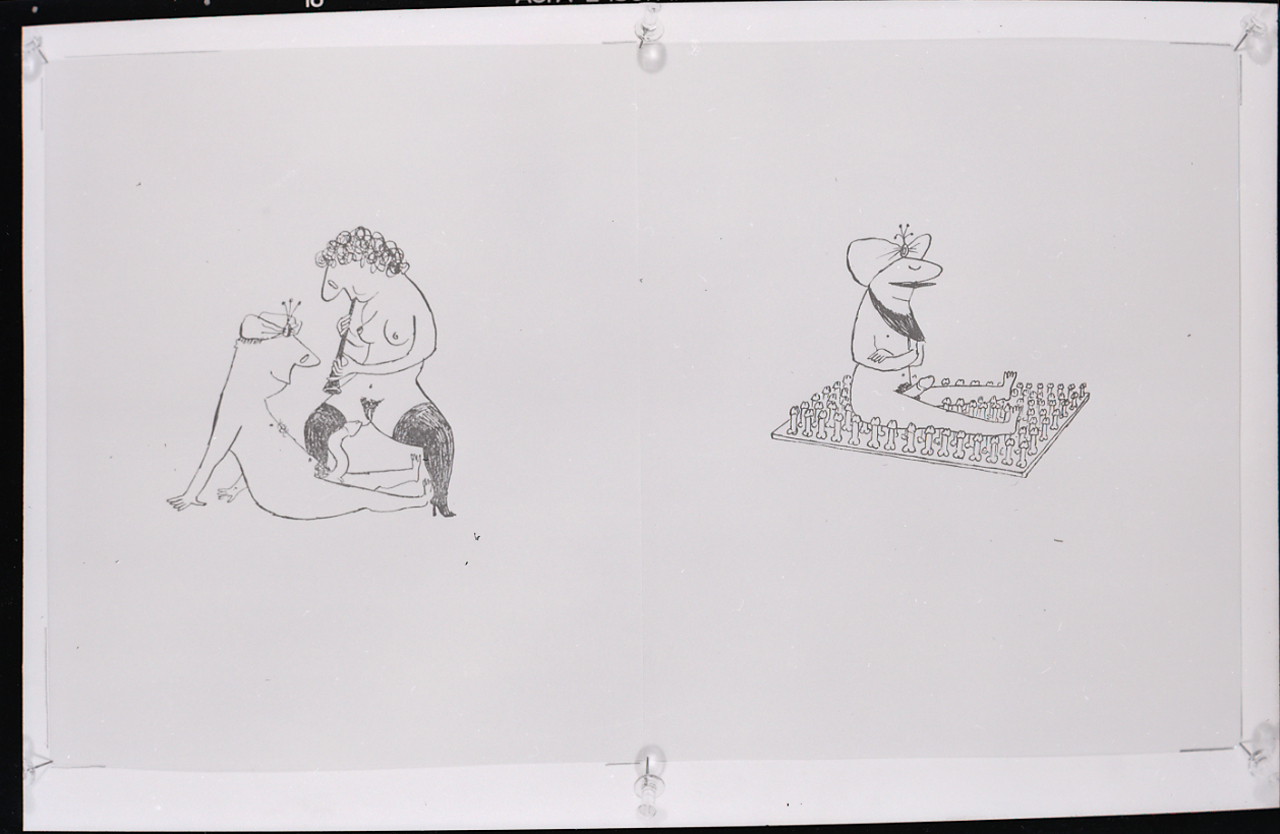
Dessins dans une photo de Paolo Monti de 1960.

À son retour du service militaire, qu’il passe en grande partie en cellule, il commence à dessiner et fait des retouches sur les photos des revues pornographiques de l'époque. Il publie ses premiers dessins au début des années 1950, par exemple dans le no 11 de la revue Fourire de décembre 1950, dans France Dimanche en 1952, ou encore dans Action, qui disparait en 1952, et reçoit le grand prix de l'Humour noir en 1957 pour son recueil Complainte sans paroles.
En 1957, avec Jean Yanne pour les textes, il dessine dans une revue anticléricale J'y va-t-y j'y Vatican puis dans Ça fait des bulles.
Une série de dessins basée sur des jeux de mots mettant en scène des chats contribue à le faire connaître ; il entre alors à L'Express comme dessinateur politique.
Il exprime ses opinions anticolonialistes pendant la guerre d'Algérie. En septembre 1960, il signe le Manifeste des 121, titré « Déclaration sur le droit à l’insoumission dans la guerre d’Algérie ».
En juillet 1961, avec notamment Francois Maspero, Nathalie Sarraute et Pierre Vilar, il est invité à Cuba pour célébrer la fête nationale qui commémore l'attaque de la caserne de la Moncada en 1953 par Fidel Castro. Il produit des dessins accompagnant un article de Georges Mattéi (membre du réseau Jeanson et « lieutenant » de Henri Curiel) dénonçant la torture pendant la guerre d'Algérie. L'article sera publié dans un supplément du journal Revolución de Carlos Franqui et Lisandro Otero.
Alors qu'il remplace brièvement François Mauriac au bloc-notes de L'Express lorsque celui-ci doit s'absenter pour raisons de santé, son « débloque-note » vaut au journal de nombreuses lettres indignées de ses lecteurs. Jean-Jacques Servan-Schreiber publiera une lettre d'excuses en première page du journal, ce qui n'arrangera pas ses relations avec Siné, celui-ci continuant à publier des dessins engagés dans le journal. Défendu par Jacques Vergès, alors avocat du FLN, il quitte L'Express en 1962 pour créer son propre journal, Siné Massacre, qu'il lance avec l'éditeur Jean-Jacques Pauvert. Il y exprime son anticolonialisme, son antisionisme, son anticapitalisme, son anticléricalisme et son anarchisme. Jacques Vergès fonde une revue tiers-mondiste, financée par le FLN, Révolution africaine, à laquelle Siné participe peu de temps, fin 1962. Jacques Vergès lance aussi en France le mensuel Révolution ; Siné y est nommé, avec le dessinateur Strelkoff, secrétaire de rédaction. Les deux dessinateurs ne publieront que peu de dessins dans les 12 numéros que comptera cette revue. Mais Siné manque de liberté sur certains sujets qui lui tiennent à cœur (religion, sexe, politique...), et préfère cesser cette collaboration.
En mars 1967, il invente le logo et propose les couleurs (orange, rouge et noir) de la jeune Sonatrach, entreprise algérienne d'hydrocarbures.
En mai 1968, il fonde L’Enragé avec Jean-Jacques Pauvert et dessine dans Action.

### Charlie Hebdo
En 1981, Siné rejoint l’équipe de Charlie Hebdo et signe la rubrique « Siné sème sa zone ». En 1981, Michel Polac fait appel à lui pour l’émission Droit de Réponse sur TF1. Après la privatisation de la chaîne, l’émission est supprimée en 1987 en raison d'un dessin de Wiaz titré « Bouygues, une maison de maçon, un pont de maçon, une télé de m… ». Siné passe à L'Événement du jeudi avec Loup.
En 1982, il est accusé par la LICRA d'incitation à la haine raciale pour des propos jugés antisémites tenus sur la « radio libre » Carbone 14 (voir l'article détaillé Affaire Siné). Il s'excusera de la tirade incriminée en publiant une lettre sous forme d'encart publicitaire dans le journal Le Monde, prétextant la colère et l'alcool, et la Licra retirera sa plainte en le félicitant pour cette « page du cœur ». Siné est tout de même condamné, l'association Avocats sans frontières de Gilles-William Goldnadel poursuivant l'accusation.
En 1992, il reprend la rubrique « Siné sème sa zone » du nouveau Charlie Hebdo, non sans quelques heurts avec la nouvelle direction.

### Éviction deCharlie Hebdo
Dans une chronique publiée le 2 juillet 2008 dans Charlie Hebdo, Siné écrit à propos de Jean Sarkozy une chronique fondée sur une information fournie par Patrick Gaubert, président de la LICRA, au journal Libération,. Cette chronique est dénoncée comme « antisémite » par Claude Askolovitch. Il est renvoyé de la rédaction du journal par Philippe Val afin d'« éviter un procès ». Pour certains (dont Siné), ce renvoi ferait plutôt suite à des désaccords éditoriaux entre Siné et Philippe Val dans le contexte de l'affaire Clearstream.
Cette éviction entraîne un certain nombre de réactions. Deux tendances opposées s'affrontent dans les médias français, l'une prenant la défense de Siné, l'autre dénonçant ses propos comme étant antisémites. Philippe Val fait l'objet de nombreuses attaques affirmant que la chronique incriminée n'aurait été qu'un prétexte pour se débarrasser d'un collaborateur historique de Charlie Hebdo avec lequel il avait très peu d'affinités. La blogosphère s'enflamme pour le débat, prenant majoritairement le parti de Siné. Des pétitions sont lancées dans les deux camps, et de nombreuses personnalités prennent parti pour l'un ou l'autre.
Siné est cité à comparaître le 9 septembre 2008 devant la 6e chambre correctionnelle (presse) du tribunal de grande instance de Lyon par la LICRA pour « incitation à la haine raciale ». L'audience sur le fond a été fixée au 29 janvier 2009. Elle se tient finalement les 27 et 28 janvier 2009,.
Le 24 février 2009, il est relaxé à Lyon, les juges considérant que Siné avait usé de son droit à la satire. En mars, Siné est en revanche débouté d'une action en diffamation intentée à Paris contre Claude Askolovitch. Le juge a estimé que les propos poursuivis n'étaient pas diffamatoires et « participaient au débat d'idées, consubstantiel à toute société démocratique. »
Le 30 novembre 2010, le tribunal de grande instance de Paris condamne Charlie Hebdo pour préjudice moral et financier à l'encontre de Siné. Le jugement précise en effet qu'« il ne peut être prétendu que les termes de la chronique de Siné sont antisémites… ni que celui-ci a commis une faute en les écrivant. ». Les Éditions Rotatives, société éditrice de l'hebdomadaire, devront verser 40 000 euros de dommages et intérêts à Maurice Sinet pour rupture abusive de contrat. Charlie Hebdo fait appel, et en décembre 2012, la cour d’appel de Paris confirme la condamnation et augmente le montant des dommages et intérêts à 90 000 euros.

### Siné HebdopuisSiné Mensuel

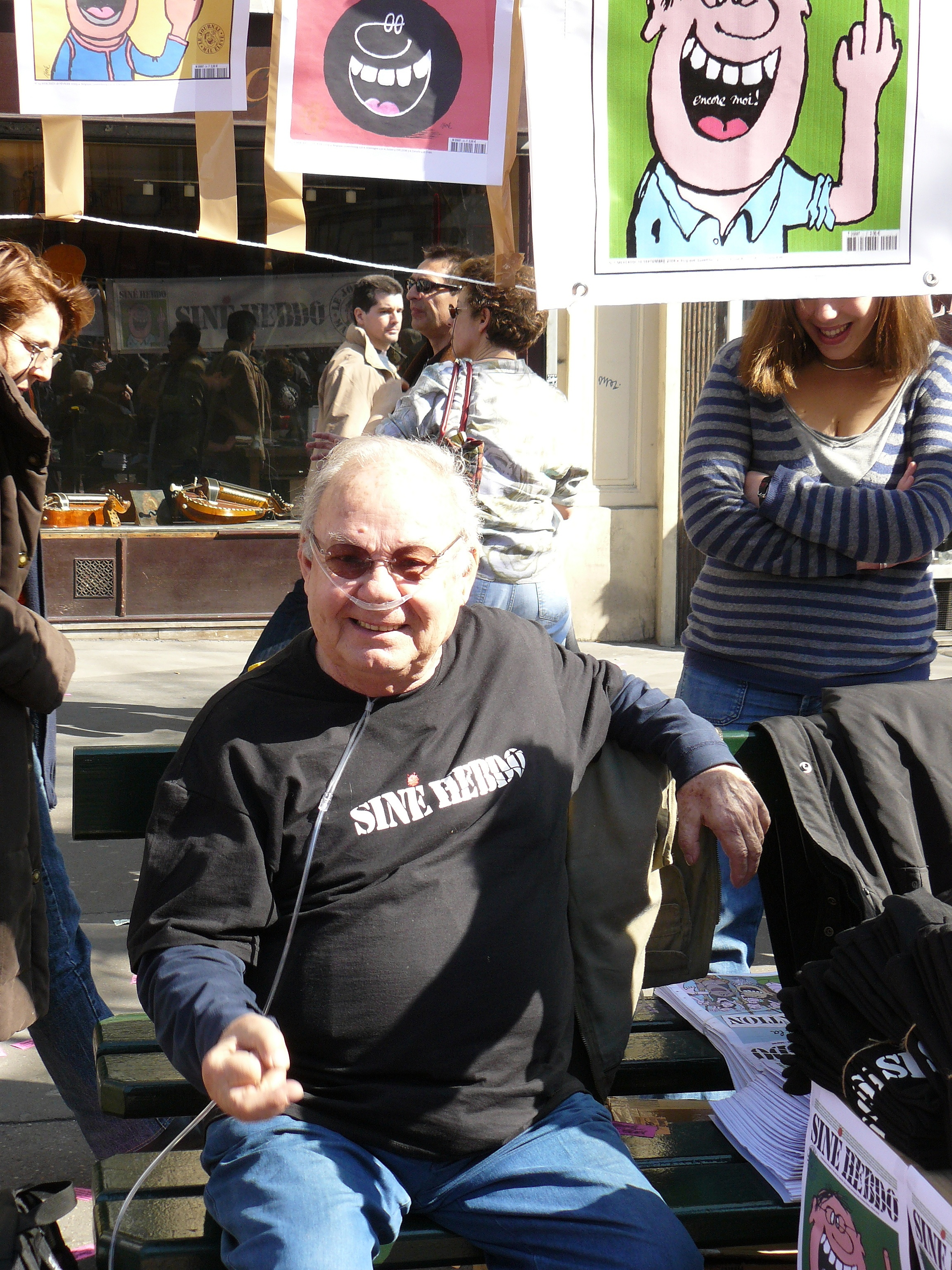
Siné sur le stand de Siné Hebdo lors de la manifestation du 19 mars 2009 à Paris.

Le 27 août 2008, Siné annonce sur son blog la sortie le 10 septembre de son propre hebdomadaire satirique, intitulé Siné Hebdo, avec pour rédactrice en chef son épouse Catherine Weil Sinet,. Parmi la cinquantaine de collaborateurs se trouvent Guy Bedos, Philippe Geluck, Christophe Alévêque, Jackie Berroyer, Benoît Delépine, Isabelle Alonso, Denis Robert, Michel Onfray, Delfeil de Ton... Les actionnaires du journal sont Siné, son épouse Catherine, Guy Bedos, Michel Onfray et un ami du couple Sinet, Bruno Langlois, ainsi que l'Association des mal-élevés.
D'après Siné, « ce sera un journal d'humour, libertaire, ce qu'aurait dû être Charlie s'il était resté dans la tradition initiale », « un canard qui ne respectera rien » et « qui chiera tranquillement dans la colle et les bégonias sans se soucier des foudres et des inimitiés de tous les emmerdeurs ».
Faute de rendement suffisant, le journal s'arrête le 28 avril 2010, comme annoncé le 29 mars 2010. Toutefois, un an et demi plus tard, Siné, sa femme et une grande partie de l'équipe de Siné Hebdo reprennent l'aventure avec Siné Mensuel, « le journal qui fait mal et ça fait du bien », dont le premier numéro est mis en vente en septembre 2011. C'est un succès, puisqu'il est acheté par environ 50 000 lecteurs.

### Mort

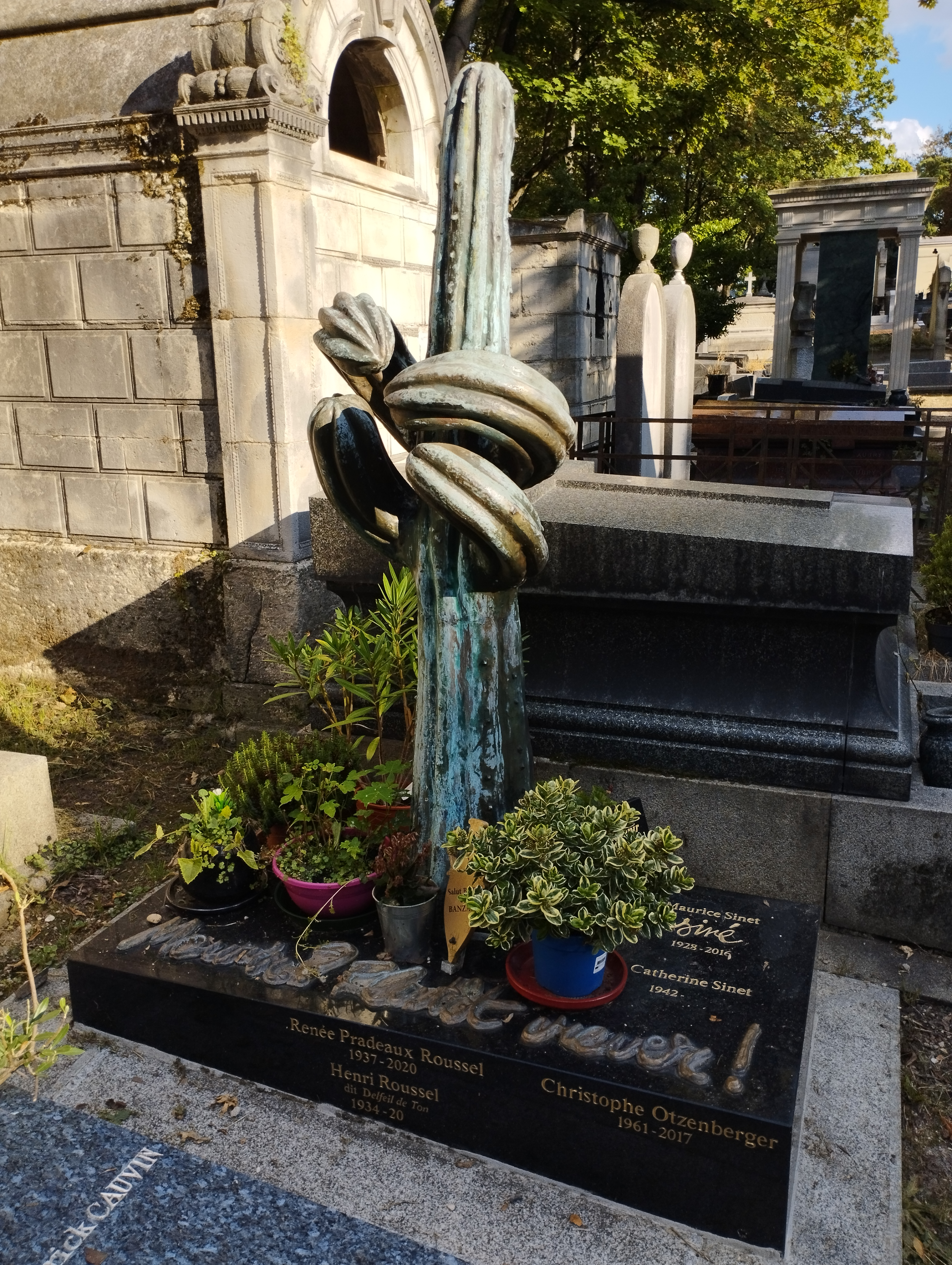
Tombe de Siné au cimetière de Montmartre (division 30).

Siné résidait depuis plusieurs années à Noisy-le-Sec (Seine-Saint-Denis). Il meurt le 5 mai 2016, à 87 ans, des suites d'un cancer du poumon. Ses obsèques ont eu lieu le mercredi 11 mai 2016 au cimetière de Montmartre à Paris 18e, 30e division, là même où il a été incinéré et inhumé.
Quelques mois auparavant, Siné avait préparé la couverture du magazine (hors-série) en prévision de son décès.
Même malade, il a tenu sa rubrique éditoriale avant sa dernière opération.
Ultime pied de nez à la mort, il a fait écrire sur sa tombe « Mourir ? Plutôt crever ! » et l'a ornée d'un cactus en bronze en forme de doigt d’honneur,,,,.

## Vie privée
Siné a été marié deux fois : avec Suzanne, surnommée Anik, puis avec Catherine. Il a trois enfants : son aînée Maud avec Anik, sa fille Stéphane avec Catherine, et un fils adoptif Sung Kwon.

## Politique
Bien que de sensibilité anarchisante, il appelle en 2004 à voter pour la liste Euro-Palestine, menée entre autres, par Dieudonné, et soutenue par Alain Soral[citation nécessaire].
Il est membre du comité de parrainage de la Coordination française pour la Décennie de la culture de paix et de non-violence.
Sa maison à San-Gavino-di-Tenda en Corse est détruite par un attentat à l'explosif le 2 janvier 2004.

## Dessinateur de presse
Outre les titres déjà mentionnés, Siné a collaboré à de nombreux journaux. Parmi ceux-ci à :
- Partisans (1961), textes du Che, de Raul Castro, F. Maspero (censurés au no 2)
- Politique hebdo (1970)
- Libération (1986)
- L'Événement du Jeudi (1987-1998)
- Révolution (1991 - 1993)
- Rouge (1992)
- L'Humanité Dimanche (1989-1997)[42]
- L'Humanité Hebdo (1997-1998)
- L'Humanité (1996)

## Illustrations
Grand amateur de jazz, Siné a illustré de nombreux livres sur cette musique, ainsi que des pochettes de disques.
Certains de ses dessins ont été utilisés pour l'illustration de la page de couverture d'ouvrages, comme Parents contre profs du journaliste Maurice Maschino, parce que le dessin permet d'un coup d'œil une approche parfaite du contenu : on y voit (avec à l'arrière-plan un tableau noir où est tracé « à bas l'aicole ! ») un prof couché sur le sol, manifestement occis par un jeune élève et son père, levant tous deux le bras gauche en signe de victoire et posant le pied gauche sur le corps de leur « adversaire vaincu ».
Il a également signé la couverture du livre La Marseillaise de Marc-Édouard Nabe en 1989, représentant le saxophoniste de jazz Albert Ayler.
Il a notamment illustré plusieurs couvertures de romans parus au Livre de Poche (dont Zazie dans le métro de Raymond Queneau).

## Télévision et cinéma
- Patrick Roegiers et Jean-Pierre Berckmans co-réalisent en 1977 dans la série Le crayon entre les dents un film consacré à Siné (RTBF).
- Siné incarne le philosophe Bernard-Henri Siné, parodie de Bernard-Henri Lévy, dans l'émission Groland Magzine. Il apparaît également dans le film Louise-Michel, de Gustave Kervern et Benoît Delépine, durant une scène tournée dans le familistère de l'usine Godin, ainsi que dans Mammuth, des mêmes auteurs, où il joue le rôle d'un viticulteur.
- Le 13 octobre 2010, sort sur les écrans français le documentaire Mourir ? Plutôt crever ! qui lui est consacré, réalisé par Stéphane Mercurio.

## Distinctions
- 1957 : grand prix de l'Humour noir
- 1960 : Ordre de la Grande Gidouille (Gonfanonier)
- 1984 : prix Honoré-Daumier

## Ouvrages
Années 1950
- 1955 : Complainte sans paroles - Jean-Jacques Pauvert
- 1956 : Pompe à chats (à compte d’auteur)
- 1957 : Portée de chats - Jean-Jacques Pauvert
- 1959 : Code pénal, texte officiel illustré par Siné, Maurice Gonon Éditeur

Années 1960
- 1961 : Dessins de l’Express, tome 1 - Jean-Jacques Pauvert
- 1963 : Dessins de l’Express, tome 2 - Jean-Jacques Pauvert
- 1965 : Haut-le-cœur ! - Jean-Jacques Pauvert
- 1968 : Je ne pense qu’à chat ! - Livre de Poche
- 1968 : CIA - Jean-Jacques Pauvert ; MONDAR editores (pt) (Portugal), 1974

Années 1970
- 1973 : Siné massacre - Livre de Poche
- 1973 : Au secours, avec Desclozeaux, Picha et Puig Rosado - Calmann-Lévy
- 1974 : Vive la France (dessins de Siné insérés en image fixe entre les séquences du film)
- 1978 : La chienlit c’est moi ! - Balland

Années 1980
- 1982 : Siné dans Charlie Hebdo - Le Cherche-Midi
- 1984 : Siné dans Hara-Kiri Hebdo - Le Cherche-Midi
- 1995 : Siné sème sa zone - Le Cherche-Midi
- 1996 : La Sinéclopédie du Jazz - Gallimard
- 1997 : Vive le Jazz ! (2 CD accompagnés d'un livret de 48 pages illustré par Siné) - Frémeaux et associé
- 1999-2002  : Ma vie, mon œuvre, mon cul, Éditions Rotative :

1. Attention j'arrive !, 1999.
2. 22 v'là les Chleus !, 1999[45].
3. Youpi... La Guerre est finie !, 2000.
4. Corvée de chiottes !, 2000[46]
5. ...et mes chats !, 2001.
6. Le Crayon entre les dents !, 2001.
7. Attachez vos ceintures !, 2002.

- 2008 : Mai 68, collectif - Michel Lafon
- 2009 : 60 Ans de Siné - Hoëbeke

Années 2010
- 2010 : Jazzmaniaque - Éditions du Layeur
- 2011 : Mon dico illustré - Hoëbeke
- 2013 : Journal pré-posthume - Le Cherche-Midi
- 2014 : Ma vie, mon œuvre, mon cul, tome 8 : On les aura ! - Éditions du Crayon
- 2015 : Ma vie, mon œuvre, mon cul, tome 9 : Vive la chienlit ! - Éditions du Crayon